# バール (飲食店)
バールまたはバル（bar）は、イタリア、スペインなどの南ヨーロッパで、コーヒーやアルコール飲料や軽食を提供する飲食店のことである。
barは語源的にはもともと棒を意味し、鳥などの "とまり木" も指すようになり、やがて、そこから比喩で まるで"とまり木" でひと休みする鳥のように客が立ったまま飲み物を飲めるカウンターを指すようになり、やがてカウンターを備えた店舗まで指すようになり、イタリアやスペインでは現在のような意味になった。

## イタリア

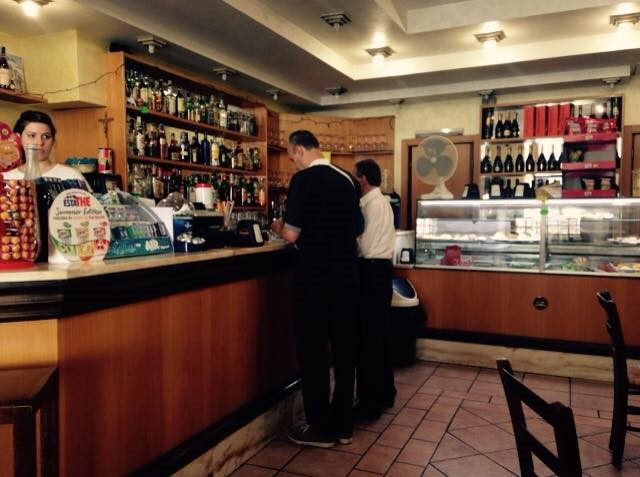
ローマの老舗バールのタッツア・ドーロのカウンター

イタリアのバール（bar）は、カウンターを備え、コーヒーやアルコール飲料や軽食を提供する店を意味する。
コーヒー中心のカフェ・バールの店舗数が多く、街の各町内に数店舗ずつある。朝のバーではイタリア人のほとんどはカウンターで「ウン・カフェ」とのみ注文する。するとカウンター内の従業員（バリスタ）が「エスプレッソ」を提供する。イタリア人のほとんどは、それをカウンターに向かって立ったまま飲む。イタリア人は、毎朝馴染みの店にゆき、その一杯で気合を入れ、仕事場へと向かう。馴染みの従業員と声を交わしたり、町内のいつもの人たちと顔をあわせ言葉も交わすので、町内の情報交換場所としても機能している（なお、イタリア語版ウィキペディアでは、日本語版の井戸端に相当する《意見交換場所》がバールと名付けられている）。
なお通常、「ウン・カフェ Un caffè 」と注文すれば、それ以上何も説明せずともエスプレッソが提供され、もしカプチーノを注文したい場合は「ウン・カプチーノ」と注文する。午後からはアルコール飲料を注文する人も増える。パニーノも提供できる店は多く、夏場ならジェラートまで用意されている店も多い。

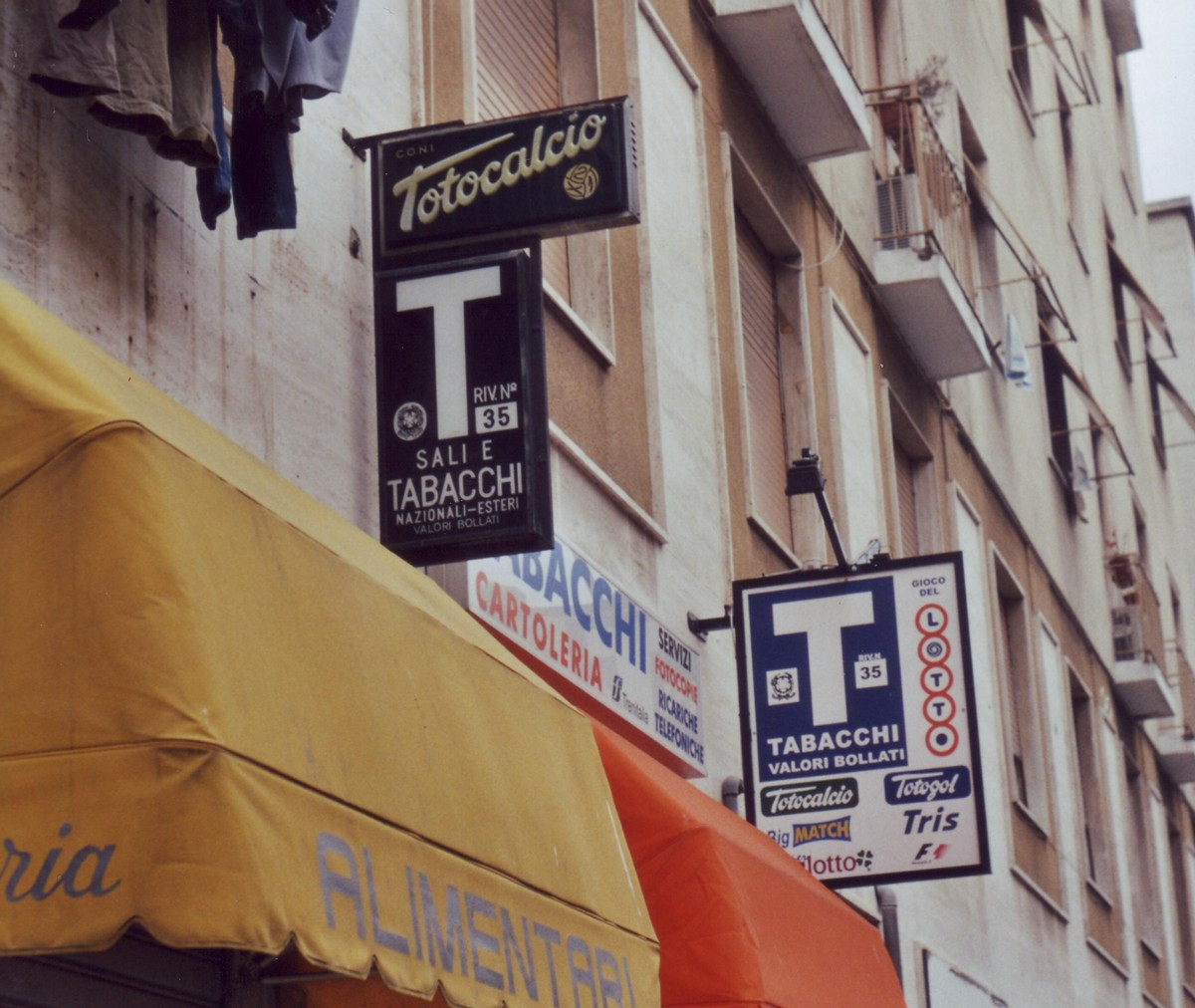
タバッキを兼ねている店にある看板。単色の中に白抜きで大文字のTを模したマーク。両脇には認定あるいは許可票と見られるマークがある。茶色の看板の店の方は“塩とタバコ”。また「トトカルチョ」の看板が追加されており、サッカーくじが買える店である表示も出ている。青い看板の店の方は“タバコ 収入印紙 切手”。

トイレも設置されているので、それを使うためにカフェを一杯注文する人もいる。中には、路線バス・市内電車・地下鉄の切符などを扱う店もある。さらにはトトカルチョなどのくじや煙草を売っているバールもあり、その意味では、タバコ販売店（タバッキ）や日本のコンビニエンスストアのような側面もある。
カフェを中心としたカフェ・バールだけでなく、食事にも重点をおいたリストランテ・バールや アイスクリーム中心のジェラテリア・バールなど様々なものがある。
いずれにせよイタリアのバーは酒ばかりを提供する店ではないので、英語圏で見られる酒類ばかりを提供するbarと同種の店だと考えるのは誤解である。古くは男性のみが集まる場所であったが、女性の社会進出に伴い女性単独での利用も当たり前となった。
バリスタの中でも特に酒類やカクテルに精通する者をバールマンと呼ぶ。食前酒の時間帯には簡単なおつまみが無料で提供されることが多く、近年ではブュッフェ形式の豪華なサービスも人気がある。
ちなみに、テーブル席には別メニューの高い料金をとる場合が多いが、食事など長時間の利用やテラスの眺望などを楽しむ客で賑わう。
日本には1999年頃からイタリア系資本のセガフレード・ザネッティがバールのチェーン展開を行っている。

## スペイン
スペインのバル（bar）は、喫茶店と居酒屋と食堂とコンビニエンスストアが一緒になったような飲食店を指す。
朝はコーヒーを、昼には食事とビール・ワインを提供し、夜はタパス、ピンチョス、アヒージョといった小皿料理と酒を提供する店が多い。飲食だけでなく、電話を借りる、店内のスロットマシンで遊ぶなど日常生活の延長線上にもあるとも言える。

## 日本
日本においても、タパス、ピンチョス、アヒージョとビール、ワインを供する「スペインバル」を名乗る店があり、2005年頃から増加している。
また、「○○バル」などの形で、バル形式の飲食店や業態を指す言葉としても用いられ、「スペインバル」「イタリアンバル」「中華バル」「和食バル」など国や文化だけでなく、「肉バル」「焼鳥バル」「魚介バル」「餃子バル」「泡バル」など、店のメイン料理を指す場合もある。